# Sans famille

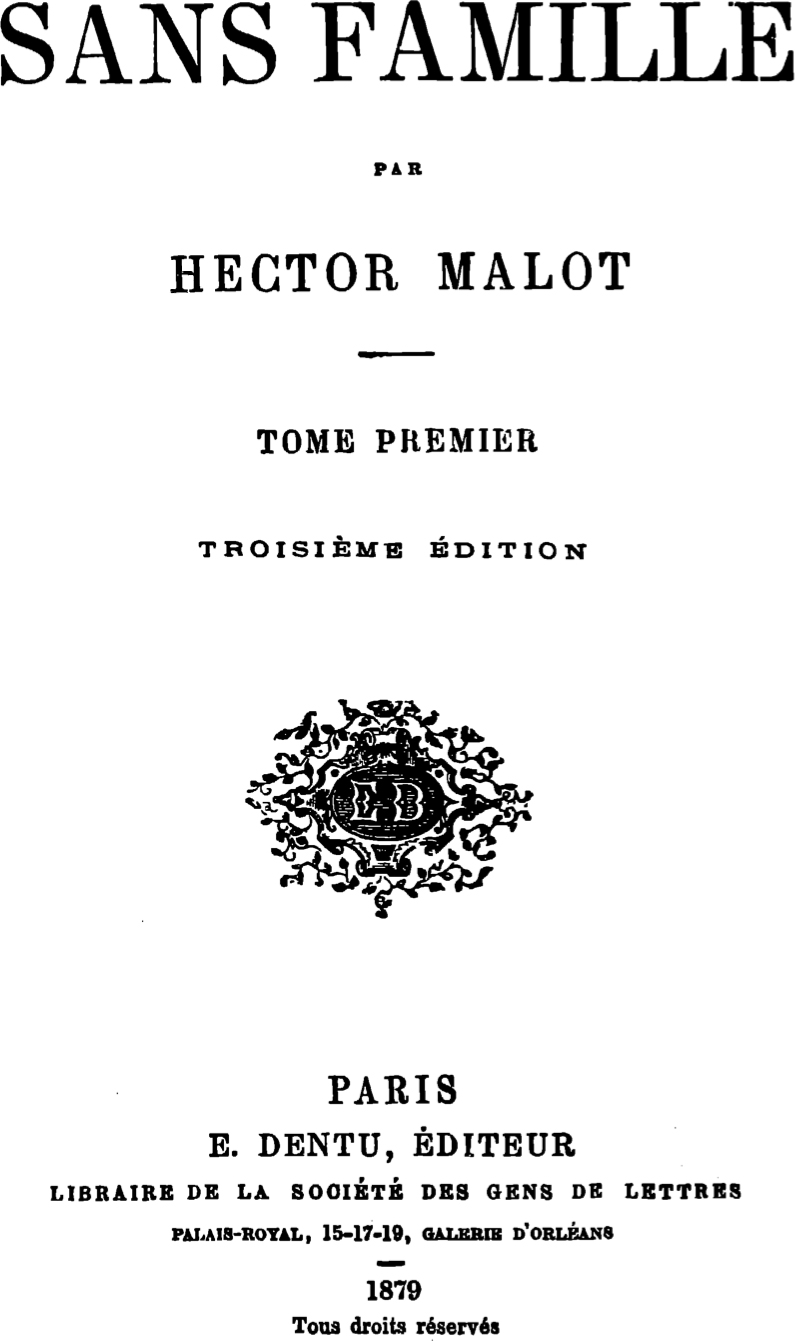
Titelblatt der Ausgabe von 1879

Sans famille (dt.: Heimatlos) ist der Titel eines Jugendbuchs von Hector Malot aus dem Jahr 1878. Die Geschichte ist ein Äquivalent zu Oliver Twist.

## Handlung
In dem Roman wird die Geschichte des jungen Remi erzählt, der als Säugling seinen Eltern geraubt und in Paris ausgesetzt wurde. Dort von einem Steinhauer namens Barberin aufgefunden, wird er von diesem in seinen Heimatort in der Nähe von Ussel gebracht. Barberin kehrt in der Annahme, seine Frau würde das Kind ins Waisenhaus geben, zu seiner Arbeit nach Paris zurück. Dessen Frau, im Buch als „Mutter Barberin“ benannt, hat jedoch selbst unmittelbar zuvor ein Kind im gleichen Alter verloren, wodurch sie eine enge mütterliche Beziehung zu Remi aufbaut. Remi wächst so in der Annahme auf, Mutter Barberin sei seine tatsächliche Mutter, und erfährt erst im Alter von acht Jahren, als Barberin auf Grund eines schweren Arbeitsunfalls als Invalide in seinen Heimatort zurückkehrt, dass er ein Findelkind sei. Barberin sieht sich, nunmehr erwerbsunfähig, nicht in der Lage, auch noch ein Kind zu ernähren. Gegen den Widerstand seiner Frau beschließt er, Remi im Waisenhaus abzugeben. Durch Zufall jedoch ergibt sich für ihn die Möglichkeit, das Kind an den Straßenkünstler Vitalis zu vermieten, der als Künstler mit drei Hunden und einem Affen durch Frankreich wandert. Remi lernt auf diese Weise das Frankreich seiner Zeit kennen. Eine genaue Handlungszeit wird im Roman zwar nicht angegeben, jedoch ist sie stark an den zeithistorischen Kontext des Erscheinungsjahres, 1878, angepasst, so dass der Roman auch als naturalistische Darstellung der sozialen Verhältnisse Frankreichs angesehen werden kann.
In den folgenden Jahren wird Remi durch mehrere Schicksalsschläge geprägt. So stirbt in einer kalten Winternacht Vitalis, zu dem er eine tiefe Zuneigung entwickelt hatte, wobei Remi jene Winternacht selbst nur knapp überlebt. Er kommt anschließend bei einer Gärtnerfamilie unter, die zwei Jahre später dadurch auseinandergerissen wird, dass der Familienvater ins Schuldgefängnis muss. Gemeinsam mit dem gleichaltrigen Mattia, den er in Paris kennengelernt hat, schafft es Remi, sich seinen Lebensunterhalt als Musikant zu verdienen, so dass er es sogar wagt, seiner Pflegemutter einen Besuch abzustatten. Von ihr erfährt Remi, dass seine richtige Familie auf der Suche nach ihrem verlorenen Sohn bei ihrem Mann, der inzwischen verstorben war, vorgesprochen hat. Hiervon aufgewühlt, machen sich Remi und Mattia ihrerseits auf die Suche. Auf vielen Umwegen, welche die beiden zwischendurch bis nach England führen, schafft Remi es, das Geheimnis seiner Herkunft zu lösen und seine Mutter und seinen Bruder wiederzufinden.

## Deutsche Ausgaben
- Malot, Hector: Heimatlos. Übersetzer: Paul Moritz. Bearbeitet von Gerd F. Rumler. Mit Illustrationen von Émile Bayard, München: DTV, 1993. ISBN 3-423-70297-4.
- Malot, Hector: Nie mehr allein. (Bearbeitete Fassung von Tiny Fisscher). Stuttgart: Urachhaus, 2018. ISBN 978-3-8251-5128-7.

## Verfilmungen
- Sans famille (F 1934)
- Senza famiglia (I 1946)
- Le Théâtre de la jeunesse: Sans famille (Fernsehfilm, F 1965)
- Ie Naki Ko (J 1977)
- Ie Naki Ko (J 1980)
- Bez semyi (SU 1984)
- Ie Naki Ko Remi (J 1996)
- Das Findelkind (F/D/CZ, 2000)
- „Heimatlos“, Sechsteilige Fernsehserie, Erstausstrahlung 1982 im ZDF
- Rémi sans famille / „Remi - sein größtes Abenteuer“ (F/B, 2018)